# 縦ロール

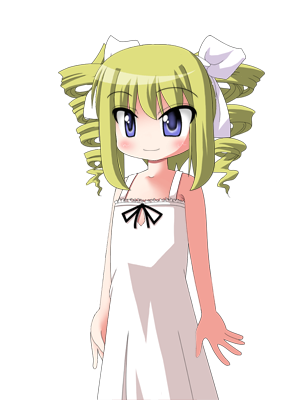
縦ロールの一例

縦ロール（たてロール）とは、髪型の一種である。結ばないロングヘアーや左右におさげにした髪を縦巻きにカールしたロールヘア（巻き毛）の一種を示す語として使われることが多い。

## 概要
古くは、蔦谷喜一の塗り絵や、いがらしゆみこ作『キャンディ・キャンディ』のイライザなど、古くから少女漫画作品のキャラクターの髪型に使われることが多い。『エースをねらえ!』では、“お蝶夫人”竜崎麗香がこの髪型で貴族趣味と豪華さを体現していた。『ガラスの仮面』の姫川亜弓も「お嬢様ファッションと縦ロールっぽい髪」が特徴となっていた。

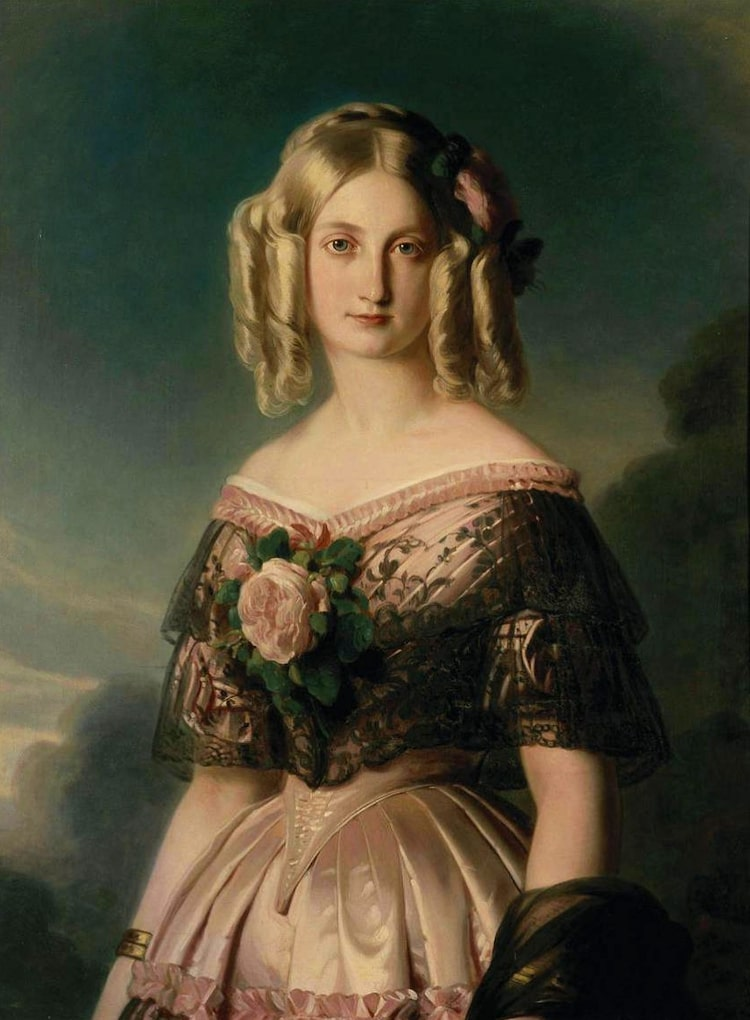
ヨーロッパ貴族女性の縦ロール「マリー・カロリーヌ・ド・ブルボン＝シシレ (1822-1869)」フランツ・ヴィンターハルター画

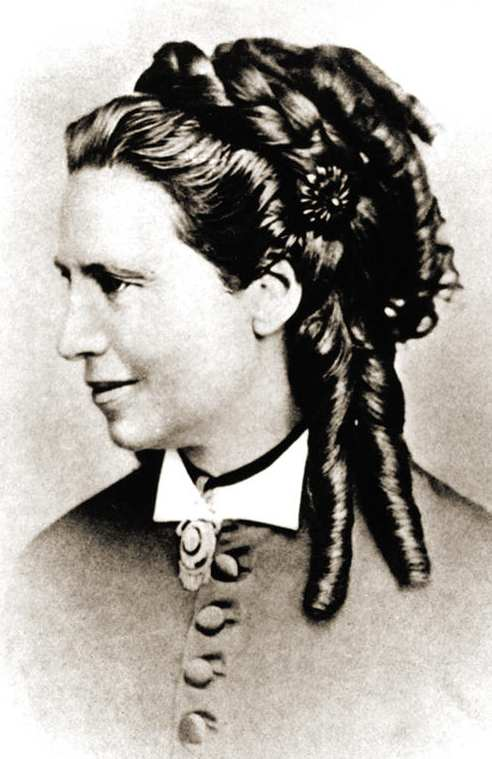
クララ・バートン(1871)

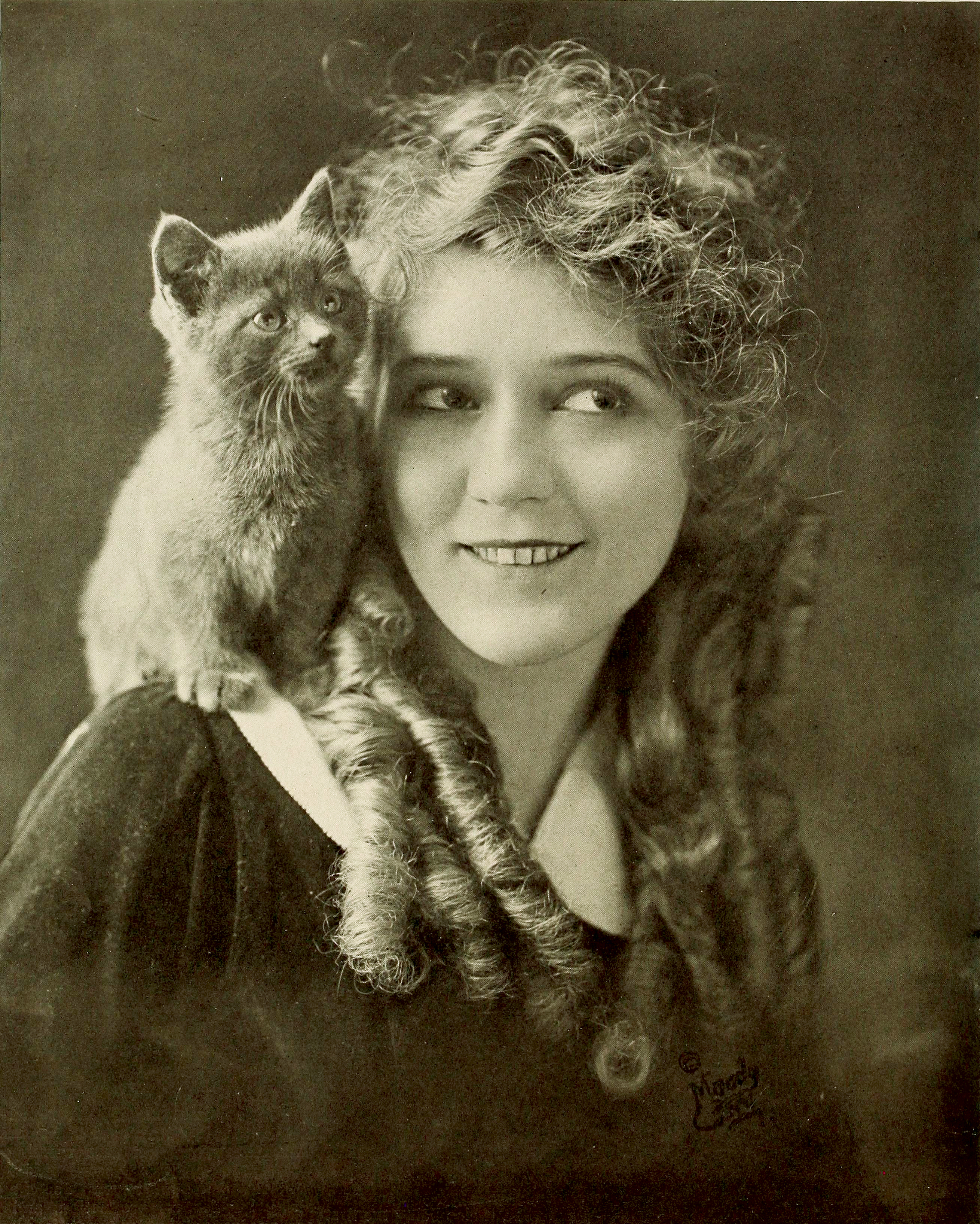
メアリー・ピックフォード(1916年)

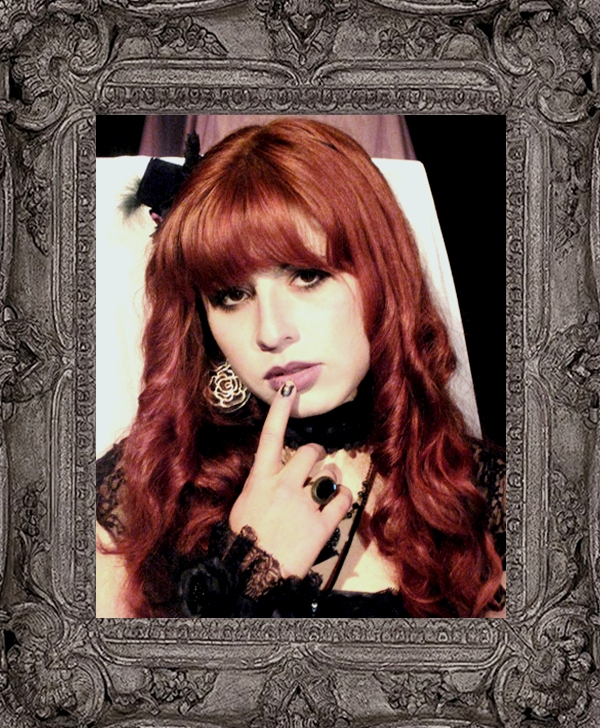
ゴスロリファッションの縦ロール

2000年代には、名古屋嬢の特徴的な髪型として注目された。
また、プーリップやジェニー、リカちゃん等のドールでもこの縦ロールを採用しているものがある。

## ロールヘアの種類
- ゆる巻き[6]
- 名古屋巻き[7]　(名古屋嬢発祥の髪型、ギャルにも影響を与えたとされる)